# Tynaarlo Lokaal
RTV Tynaarlo is een lokale omroep in de gemeente Tynaarlo in de Nederlandse provincie Drenthe.
RTV Tynaarlo is sinds 2009 de opvolger van de Lokale Omroep Eelde-Paterswolde (Radio Loep), eerst als Tynaarlo Lokaal en sinds 2024 als RTV Tynaarlo. De omroep is lid van de landelijke organisatie voor lokale omroepen NPLO. (voorheen OLON). De organisatie draait op de inzet van zo'n 90 vrijwilligers, waarvan ruim 60 betrokken zijn bij de redactie en presentatie van diverse programma's.

## Programma
De omroep zendt uit op 105.9 FM via de ether en is te vinden op Ziggo-kanaal 49 en KPN-kanaal 1318 via de kabel. Sinds april 2025 ook via DAB+ (Smilde, allotment 12D). Doordeweeks is er het informatieve programma Tynaarlo Informatief, dat door verschillende presentatrices en presentatoren wordt gepresenteerd. De omroep verzorgt verschillende muziekprogramma's, maar ook programma's in de streektaal en programma's over de gemeentelijke politiek. RTV Tynaarlo zendt de gemeentelijke raadsvergadering rechtstreeks uit. De omroep verzorgt jaarlijks een marathonuitzending tijdens het Bloemencorso Eelde en reportages van andere evenementen in de gemeente.
Op 24 april 2025 tekenden vertegenwoordigers van RTV Tynaarlo en de lokale omroepen van Assen, Aa en Hunze en Midden Drenthe, de statuten van de nieuw opgerichte Streekomroep MAAT. Deze samenwerking was een aanloop naar de nieuwe Mediawet.